# Georges Vaxelaire
Pour les articles homonymes, voir Vaxelaire.
Georges Vaxelaire, né le 30 novembre 1873 à Bruxelles où il meurt le 20 octobre 1942, est un écrivain, diplomate et homme d'affaires belge. Il est le fils de François Vaxelaire. 

## Biographie
Héritier des grands magasins « Au Bon Marché », fondés par son père, il succède à son père, aux côtés de son frère le baron Raymond Vaxelaire, en 1920. Il devient vice-président de la Société anonyme des Grands Magasins Au Bon Marché en Belgique et au Congo belge, ainsi qu'administrateur de plusieurs sociétés, dont Priba.
Consul général de Turquie à Bruxelles, il est commissaire général pour la participation turque à l'Exposition universelle de Bruxelles de 1910. Il devient par la suite consul général de Pologne à Bruxelles. Président du Cercle consulaire de Bruxelles, il est vice-président de l'Idée française à l'étranger, Bruxelles, et de la Propagande artistique du ministère des Affaires étrangères. 
Il est par ailleurs secrétaire général et fondateur de la Société de l'ordre de Léopold et commodore du Bruxelles Royal Yacht Club.
Le prix Georges Vaxelaire, prix de l'Académie royale de langue et de littérature françaises de Belgique, a été nommé en son honneur.

## Œuvre
- La Perse en 1905 sous le règne de Sa Majesté impériale Mozaffer-Ed-Dine-Sehah, 1905
- Secret de la rose, 1930
- Aïcha : comédie musicale en un acte, en prose, 1931
- Quand le peuple est roi : pièce en trois actes et quatre tableaux, 1934
- Nuit de mai 1935, 1935
- Ode à la Section française [de l'Exposition internationale de Bruxelles, 1935]. À l'ami Jean Faure.
- Le crime du Boulevard Haussmann: pièce policière en 4 actes et 2 tableaux, 1937
- Motorisation : « elle ne mourra pas la cavalerie », 1938
- Hier, aujourd'hui demain, ou, Le secret du bonheur : comédie en 3 actes, 1939
- L'amant d'un soir : comédie en 3 actes, 1938
- Quelques poèmes; amicalement noués en gerbe, pour mes amis
- Note liminaire

## Distinctions

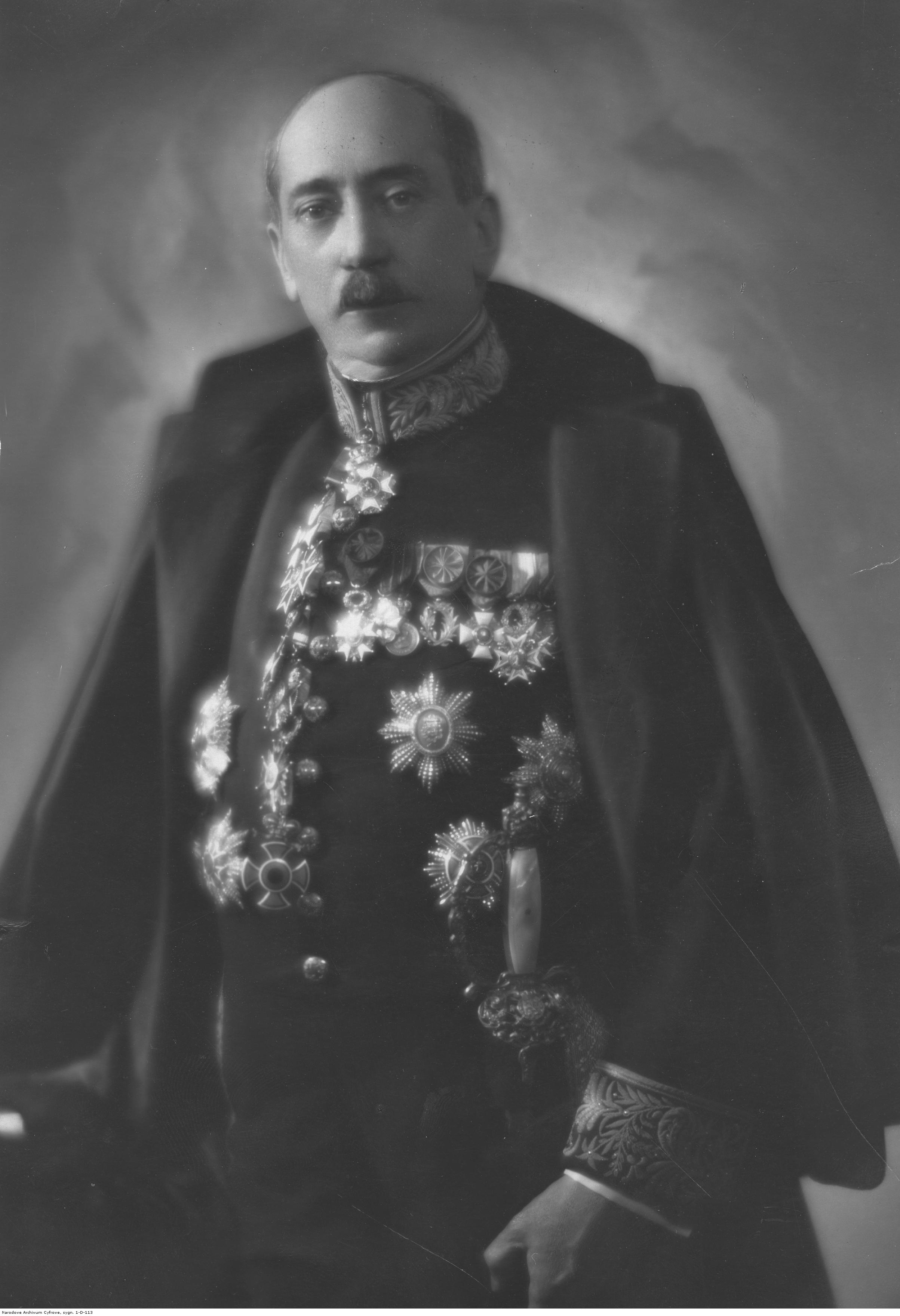
Photographie de Georges Vaxelaire, en uniforme de diplomate.

- Commandeur de l'ordre de Léopold.
- Grand officier de l'ordre de la Couronne.
- Commandeur de l'ordre d'Isabelle la Catholique (Espagne).
- Commandeur de l'ordre de la Couronne de chêne (Luxembourg).
- Commandeur de l'Ordre Polonia Restituta (Pologne).
- Commandeur de la Légion d'honneur (France).
- Commandeur 1re classe de l'ordre de Vasa (Suède).
- Grand officier de l'ordre du Médjidié.
- Grand-officier de l'ordre du Lion et du Soleil (Perse).
- Grand officier de l'ordre d'Albanie.

## Sources
1. ↑  Sophie Basch, Le voyage à Constantinople : l'Orient-express, 1997.

- Cécile Vanderpelen-Diagre, Écrire en Belgique sous le regard de Dieu : la littérature catholique belge dans l'entre-deux-guerres, 2004
- Rob Krier, Vienne--Bruxelles, ou, La fortune du Palais Stoclet, 1987